# Lars-Erik Rosell
Lars-Erik Rosell (* 9. August 1944 in Nybro, Schweden; † 7. Januar 2005 in Stockholm) war ein schwedischer Komponist.

## Wirken
Rosell studierte ab 1963 an der Königlichen Musikhochschule Stockholm bei Ingvar Lidholm Komposition, bei Gotthard Arnér Orgel und bei Valdemar Söderholm Kontrapunkt. 1970 wurde er dort Lehrer für Musiktheorie und Komposition.
Rosell komponierte drei Kammeropern, mehrere Chorwerke, ein Orgelkonzert und Kammermusik.

## Werke
- Visiones prophetae
- I fönstrets fyrkant
- Hommage à Terry Riley für 3 Klaviere
- Naket liv, 1970
- Tillfälligt avbrott, Kammeroper, 1973
- Concerto per organo ed orchestra, 1982–1988
- Amedée, Kammeroper, 1987
- Mellan tvenne världar (2. Streichquartett), 1994–1998
- Illusionisten, Kammeroper, 1996
- Änglar, skapelsemakter, 1996
- Havets stjärna, 2004
- I ungdomen, 2005

| Personendaten    | Personendaten          |
| ---------------- | ---------------------- |
| NAME             | Rosell, Lars-Erik      |
| KURZBESCHREIBUNG | schwedischer Komponist |
| GEBURTSDATUM     | 9. August 1944         |
| GEBURTSORT       | Nybro                  |
| STERBEDATUM      | 7. Januar 2005         |
| STERBEORT        | Stockholm              |